# Solala
Solala är en svensk a cappellagrupp från Göteborg,
Gruppen startade 2012 och nådde uppmärksamhet genom sina videor på Youtube och Facebook. På sina videoklipp på Youtube sjunger de i köksmiljö egna arrangemang på kända sånger och spelar på diverse köksartiklar. År 2015 släppte gruppen sitt debutalbum Swedish Fishermen. År 2017 släppte gruppen sitt andra studioalbum "Feber".
Gruppen har bland annat medverkat i Allsång på Skansen. 2023 har gruppen nära 19 000 prenumeranter och fem miljoner visningar på Youtube.
År 2016 startade gruppen "Solala Sessions" där de besöker kända artisters kök och gör covers tillsammans med dem, bland andra Helen Sjöholm.

## Medlemmar
- Olle Bergel
- Anders Gabrielson
- Jens Lindvall

## Diskografi
- 2015 - Swedish Fishermen
- 2017 - Feber[7]